# Teoriprøve
En teoriprøve er en prøve, hvor eksaminanden skal besvare en række teoretiske spørgsmål inden for et givent område. Begrebet "teoriprøve" benyttes alene såfremt teoriprøven alene udgår en del af den samlede prøve, idet en teoriprøve suppleres med en praktisk prøve, hvor prøvedeltageren skal vise sin praktiske færdigheder. 
Begrebet "teoriprøve" benyttes oftest om den teoriprøve, der skal aflægges for at opnå ret til at føre motordrevent køretøj, (eksempelvis bil, motorcykel m.v). De overordnede krav til teoriprøven findes i kørekortbekendtgørelsen. Teoriprøven til erhvervelse af kørekort består typisk af 25 spørgsmål, hvor hvert spørgsmål indeholder 3-4 "ja/nej" spørgsmål. For at kunne bestå må man, i de fleste tilfælde, højst have 5 fejl. 
Teoriprøver (eller teoretiske prøver) benyttes også som en del af andre prøver, eksempelvis prøver til opnåelse af dykkercertifikat, ret til at føre både eller skibe, jagttegn m.v.